# West Strelley River
West Strelley River är ett vattendrag i Australien. Det ligger i delstaten Western Australia, omkring 1 300 kilometer norr om delstatshuvudstaden Perth.
Omgivningarna runt West Strelley River är i huvudsak ett öppet busklandskap. Trakten runt West Strelley River är nära nog obefolkad, med mindre än två invånare per kvadratkilometer. Genomsnittlig årsnederbörd är 589 millimeter. Den regnigaste månaden är januari, med i genomsnitt 220 mm nederbörd, och den torraste är september, med 1 mm nederbörd.